# Cheilotrichia (Empeda) destituta
Cheilotrichia (Empeda) destituta is een tweevleugelige uit de familie steltmuggen (Limoniidae). De soort komt voor in het Neotropisch gebied.